# Podhorův mlýn v Lidicích
Podhorův mlýn v Lidicích je zaniklý mlýn, který stál na Lidickém potoce ve východní části obce. Byl zbořen s celou vsí Lidice 10. června 1942. Místo, kde stál, patří do Ochranného pásma památníku Lidice, které bylo vyhlášeno v roce 1977 a je vymezeno areálem památníku a starých i nových Lidic.

## Historie
Vodní mlýn je poprvé zmíněn roku 1713 v souvislosti se statkem čp. 17, ke kterému náležel. V roce 1908 vlastnili statek a mlýn manželé Bohumil a Pavlína Studničkovi. Roku 1934 přešel do vlastnictví jejich zetě Jaroslava Podhory, člena obecního zastupitelstva a lidického radního.
Mlynářem za majitelů mlýna Studničkových i Podhorových byl Ladislav Liška, který je k roku 1930 uváděn v Seznamu vodních děl republiky Československé. V červnu 1942 byl Liška nalezen zastřelený; do mlýna Němci podstrčili zbraně a vysílačku a Liška se buď zastřelil sám nebo jej ve mlýně zastřelili Němci. Byl pohřben s ostatními lidickými muži.
Jaroslav Podhora a Bohumil Studnička byli popraveni 10. června 1942 v Lidicích s ostatními muži. Mlýn byl s kostelem, školou a dalšími domy týž den nacisty zbořen a sutí z nich zavezen Podhorův rybník. Pavlína Studničková, Miloslava Podhorová i Růžena Lišková byly odvezeny do koncentračního tábora; válku přežily, malý Miloslav Liška zahynul v plynovém autě v Chelmnu.

## Popis
Voda vedla k mlýnu náhonem z Podhorova rybníka a poté se vracela zpět do potoka strouhou. V roce 1930 měl mlýn jedno kolo na vrchní vodu, spád 4,9 metru a výkon 5 HP.